# Aguacate (Cuba)
Aguacate es una localidad de la provincia de Mayabeque, en Cuba. Hasta 1976 fue un municipio de la provincia de La Habana. A partir de esa fecha se incorporó al municipio Madruga. A partir del 1 de enero de 2011, esta localidad pertenece a la nueva Provincia de Mayabeque. Aguacate es también una estación del Ferrocarril Central de Cuba.

## Historia
La localidad fue fundada en 1796 por algunos vecinos que se establecieron en el corral de los Siete Príncipes. Este corral se repartió en 1803. Ese mismo año se construyó la primera iglesia, siendo auxiliar de Jibacoa. Después se construyó un oratorio consagrado a Nuestra Señora del Carmen, que reemplazó a la primera iglesia. El ayuntamiento data de 1879. Se encuentra en el kilómetro 73 de la Carretera Central de La Habana a Santiago de Cuba, a la que la une un ramal. Por ferrocarril está a 30 kilómetros de la ciudad de Matanzas y 62 de La Habana. En 1919 tenía una población de 2557 personas, aumentando a 2895 en 1931 y llegando a 3324 en 1943. En el 2002 superaba los 5000 habitantes.
José Raúl Capablanca pasó parte de su infancia en esta localidad.